# ولموندوآ
وَلموندوآ (فرانسوی: Valmondois‎؛ ‏تلفظ فرانسوی: [valmɔ̃dwa] ()) یکی از کمون‌های فرانسه است که در شهرستان ول-دوآز در ناحیه ایل-دو-فرانس واقع شده‌است. هنرمند فرانسوی اونوره دومیه از سال ۱۸۶۵ تا زمان مرگش در این کمون‌ زندگی می‌کرد.: 152 p.  : 34 p. 